# 戴维·霍尔 (轮椅网球运动员)
戴维·霍尔（英語：David Hall，1970年1月14日—），澳大利亚男子网球运动员。他曾代表澳大利亚参加1992年、1996年、2000年和2004年夏季残疾人奥林匹克运动会网球比赛，获得一枚金牌、三枚银牌和二枚铜牌。